# Kanton Saint-Denis-3
Kanton Saint-Denis-3 (francouzsky Canton de Saint-Denis-3) je francouzský kanton v departementu Réunion v regionu Réunion. Tvoří ho pouze část města Saint-Denis.